# Lurisk
Lurisk er navnet på et sprog, der tales i Iran, Irak, og Oman.
Lurisk er nært beslægtet med persisk og hører til den iranske gren af det indoeuropæiske sprog.

## Dialekter
Lurisk har fem dialekter inde: feyli, laki, khorramabadi, bakhtiari og den sydlige lurisk.